# اوندژی کودلا
اوندژی کودلا (چکی: Ondřej Kúdela؛ زادهٔ ۲۶ مارس ۱۹۸۷) بازیکن فوتبال اهل جمهوری چک است.
از باشگاه‌هایی که در آن بازی کرده‌است می‌توان به باشگاه فوتبال پرسیجا جاکارتا، باشگاه فوتبال اسلاویا پراگ، باشگاه فوتبال اسپارتا پراگ، باشگاه فوتبال اورداباسی، باشگاه فوتبال ملادا بولسلاف، و باشگاه فوتبال اسلوان لیبرتس اشاره کرد.
وی همچنین در تیم‌های ملی فوتبال زیر ۲۱ سال جمهوری چک، و زیر ۲۱ سال جمهوری چک، و جمهوری چک بازی کرده‌است.